# 跳蚤山 (特拉華州)
跳蚤山（英語：Flea Hill）是位於美國特拉華州蘇塞克斯縣的一個非建制地區。該地的面積和人口皆未知。

## 地理
跳蚤山的座標為38°39′44″N 75°26′09″W / 38.66222°N 75.43583°W，而該地的平均海拔高度為15米（即49英尺）。